# Georgia (字型)

Georgia與Times New Roman的比較

Georgia是一種襯線字體，為著名字型設計師馬修·卡特（Matthew Carter）於1993年為微軟所設計的作品，具有在小字下仍能清晰辨識的特性，可讀性十分優良。其命名發想自一份小報報導在美國喬治亞州發現外星人頭顱的測試性頭條。
乍看之下，Georgia與Times New Roman相當類似，但它們有多處不同。首先，在相同的字号下，Georgia的字元比Times New Roman的字元略大；其次，Georgia的字元線條較粗，襯線部份也比較鈍而平。另外在數字部份也非常不同，Georgia採用稱為「不齐线数字」的數字，特色在於數字會像西文字母般有高矮大小之別。
微軟將Georgia列入網頁核心字型，是視窗作業系統的內建字型之一。蘋果電腦的麥金塔系統之後也跟進採用Georgia作為內建字型之一。
使用時，需留意：數字“0”與字母小寫“o”在Georgia字體下可能很接近，乍看近乎一模一樣，使用時需特別注意。（在Georgia字體下：數字“0”比字母“o”顯示可能較寬，數字“0”較為圓形。）

## 外部連結
- Georgia字體資訊 （页面存档备份，存于）
- Georgia字體下載 （页面存档备份，存于）